# Johannes Laumann
Johannes Laumann (* 18. Februar 1901 in Linden, Kreis Hattingen; † 6. Mai 1979) war ein deutscher Politiker (SPD). Er war von 1958 bis 1966 Mitglied des Landtags von Nordrhein-Westfalen.

## Leben
Nachdem er die Volksschule abgeschlossen hatte, arbeitete Johannes Laumann zunächst als Bergmann, später auch als Metallarbeiter und Fräser.
Laumann war schon seit 1918 Mitglied der SPD, 1946 wurde er Vorsitzender des SPD-Ortsvereins Wattenscheid, von 1948 bis 1958 war er auch SPD-Kreisverbandsvorsitzender. Er wurde im Jahr 1952 zum Wattenscheider Stadtverordneten gewählt und war Vorsitzender der SPD-Fraktion. 
Laumann war Mitglied der Ortsverwaltung der IG Metall. Seit 1954 war er als Arbeitsrichter tätig. 
Bei den Landtagswahlen in den Jahren 1958 und 1962 wurde er jeweils als Direktkandidat der SPD im Wahlkreis 101 (Wattenscheid) in den nordrhein-westfälischen Landtag gewählt, er war Abgeordneter vom 21. Juli 1958 bis zum 23. Juli 1966.